# Gymnocranius oblongus
Gymnocranius oblongus är en fiskart som beskrevs av Borsa, Béarez och Chen 2010. Gymnocranius oblongus ingår i släktet Gymnocranius och familjen Lethrinidae. Inga underarter finns listade i Catalogue of Life.